# Rafael Iriondo
Rafael Iriondo Aurtenechea (Gernika, 1918. október 24. – Bilbao, 2016. február 24.) spanyol  válogatott baszk labdarúgó, csatár, edző.

## Pályafutása

### Klubcsapatban
A Gernika korosztályos csapatában kezdte a labdarúgást. 1939-40-ben az Atlético Tetuán első csapatában mutatkozott be. 1940 és 1953 között az Athletic Bilbao csapatánál töltötte pályafutása jelentős részét. Tagja volt az 1942–43-as idény bajnokcsapatának. A bilbaói csapattal négy spanyol kupa győzelmet ért el. 1953-ban a Barakaldo, 1953 és 1955 között a Real Sociedad és 1955-ben az SD Indautxu labdarúgója volt. 1955-ben hagyta abba az aktív labdarúgást.

### A válogatottban
1946-47-ben két alkalommal szerepelt a spanyol válogatottban és egy gólt szerzett.

### Edzőként
1955-56-ban az SD Indautxu, 1958-59-ben a Deportivo Alavés, 1961-62-ben a Barakaldo vezetőedzője volt. 1968-69-ben korábbi klubjával, az Athletic Bilbaoval megnyerte a spanyol kupát. 1970-ben az Espanyol, 1971-72-ben a Real Zaragoza, 1972 és 1974 között a Real Sociedad, 1974 és 1976 között ismét az Athletic Bilbao szakmai munkáját irányította. 1976 és 1978 között a Real Betis vezetőedzője volt, ahol 1977-ben megnyerte a csapattal a spanyol kupát. 1980-ban a Rayo Vallecano, 1981-82-ben ismét a Real Betis vezetőedzője volt.

## Sikerei, díjai

### Játékosként
Athletic Bilbao
- Spanyol bajnokság (La Liga)
  - bajnok: 1942–43
- Spanyol kupa (Copa del Generalísimo)
  - győztes: 1943, 1944, 1945, 1950
- Eva Duarte-kupa
  - győztes: 1950

### Edzőként
Athletic Bilbao
- Spanyol kupa (Copa del Generalísimo)
  - győztes: 1969

 Real Betis
- Spanyol kupa (Copa del Rey)
  - győztes: 1977